# رومان ديتكو
رومان ديتكو (بالأوكرانية: Дитко Роман Андрійович)‏ هو لاعب كرة قدم أوكراني في مركز الوسط، ولد في 21 أغسطس 1996 في إيفانو-فرانكيفسك في أوكرانيا. لعب مع FC Prykarpattia Ivano-Frankivsk (1998) ‏.

## وصلات خارجية
- رومان ديتكو على موقع اتحاد أوكرانيا (الإنجليزية)
- رومان ديتكو على موقع قاعدة بيانات كرة القدم.إي يو (الإنجليزية)
- رومان ديتكو على موقع Soccerway.com (الإنجليزية)